# Nevizánszky Gábor
Nevizánszky Gábor (szlovákul Gabriel Nevizánsky; Ipolyszakállos, 1949. augusztus 18.) szlovákiai régész, elsősorban a rézkorral és a honfoglalás korával foglalkozik.

## Élete
1967-ben érettségizett Ipolyságon, majd 1973-ban a pozsonyi Comenius Egyetemen régészet szakon végzett. 1973-tól a SzTA nyitrai Régészeti Intézetének munkatársa. 1979-ben bölcsészdoktori oklevelet szerzett, 1982-től a történelemtudományok kandidátusa. 1991–1992-ben Humboldt-ösztöndíjasként csaknem két évet töltött a németországi Saarbrückenben.
Kutatási szakterülete a rézkor és a magyar honfoglalás kora. Dél-Szlovákiában többek között Bajcson, Ipolyvisken, Kéménden, Léván, Nagypeszeken, Oldalfalán, Osgyánban és Zsitvabesenyőn végzett régészeti feltárásokat.Főként az Ipoly, Garam és Sajó-mente, Hont, Nógrád és Gömör régióival foglalkozik.
A Szlovák Régészeti Társaság tagja.

## Elismerései
- 2022 Magyar Ezüst Érdemkereszt[2]

## Művei
- 1977 Stredoveké pohrebisko v Mužle-Čenkove. AVANS 1976, 196-197.
- 1979 Náboženské predstavy starých Maďarov v čase ich príchodu do novej vlasti. Historické korene vzniku náboženstva a jeho prejavy v praveku a včasnej dobe dejinnej. Nitra.
- 1979 Pohrebisko z konca 9. a z 10. storočia v Bešeňove. Slov. arch. 27/2, 375-404.
- 1980 K významu a vypovedacej schopnosti mincí v staromaďarských hroboch. Slovenská numizmatika 6, 121-130.
- 1983 Záchranný výskum v Slovenských Ďarmotách. AVANS 1982, 176.
- 1985 Grabfunde und Überbauerscheinungen der Träger der Badener Kultur im zentralen Gebiet des Karpatenbeckens. Slov. arch. 33/2, 249-272.
- 1986 Strmeň zdobený tauzovaním z Kamenína. AVANS 1985, 168.
- 1989 A ló háziasításának kezdetei a Kárpát-medencében. Bratislava.
- 1990 Hrobové nálezy z 10. storočia v Blatnom. AVANS 1988, 119-120.
- 1990 Kostrové pohrebisko z 11. storočia v Šahach, časť Hrkovce. AVANS 1988, 120-121.
- 1990 K topografii kostrového pohrebiska z doby avarského kaganátu v Slovenských Ďarmotách. AVANS 1988, 121-122.
- 1990 Sídlisko bádenskej kultúry v Tlmačoch a v Želiezovciach. AVANS 1988, 122-123.
- 1990 Ukončenie výskumu výšinného eneolitického sídliska v Stránskej. AVANS 1988, 123-124.
- 1990 Záchranný výskum kostrového pohrebiska vo Vyškovciach nad Ipľom. AVANS 1988, 124-125.
- 1991 Kostrové pohrebisko z doby avarskej ríše vo Vyškovciach nad Ipľom. In: K problematike osídlenia stredodunajskej oblasti vo včasnom stredoveku. Nitra
- 1993 Hont megye régészeti irodalma
- 1993 A szlovákiai Kisalföld faluásatásainak tanulságai. In: Cseri, M. (szerk.): A Kisalföld népi építészete. Győr-Szentendre, 57-70.
- 1994 Kárpát-medence északi térségének régészete a honfoglalás korában. In: Honfoglalás és régészet. Budapest, 171-179.
- 1995 A Csallóköz régészeti bibliográfiája.
- 1999 Magyar jellegű régészeti leletek Cseh- és Morvaországban. In: Magyarok térben és időben. Tudományos füzetek 11, Tata, 125-139.
- 1999 Dobytkárstvo starých Maďarov. In: Mäsiarstvo a údenárstvo v dejinách Slovenska. Martin, 45-50.
- 2006 Staromaďarské jazdecké pohrebisko v Leviciach-Géni. Slov. Arch. 54, 285-328.
- 2006 Hont megye 10.-11. századi temetői / Pohrebiská 10.-11. storočia v Honte. Musaeum Hungaricum 1, 9-24.
- 2007 Talianske mince zo staromaďarského jazdeckého pohrebiska v Leviciach-Géni. Slovenská Numizmatika 18, 254-251. (tsz. J. Hunka)
- 2007 A honfoglaló magyarság régészeti kutatásának időszerű problémái a mai Szlovákia területén. Gömörország 8, 4-16.
- 2008 Nepublikované hrobové nálezy badenskej kultúry z juhozápadného Slovenska. Štud. zvesti 44, 193-202.
- 2009 Výskum staromaďarského jazdeckého pohrebiska v Strede nad Bodrogom v rokoch 1926-1937. Slovenská archeológia 57/2, 301-354. (tsz. J. Košta)
- 2012 Die Ausgrabung eines frühungarischen Reitergräberfeldes in Streda nad Bodrogom (okr. Trebišov/SK) in den Jahren 1926 und 1937. RGZM - Tagungen 17, 113-144. (tsz. J. Košta)
- 2012 Sídliskový objekt bolerázskej skupiny z Abrahámu. Zborník SNM CVI - Archeológia 22, 13-22. (tsz. R. Fodor, V. Struhár)
- 2013 Egy újabb honfoglaláskori temető az Alsó-Garam mentén. In: Révész, L. - Wolf, M. (szerk.): A honfoglalás kor kutatásának legújabb eredményei. Szeged, 185-202.
- 2018 Stredoveký a včasnonovoveký (kostolný) cintorín v Nesvadoch, v polohe Jánoska part (výskum Bélu Szőkeho v rokoch 1938 a 1943). In: Archaeologia historica 43/1, 21-33. (tsz. Prohászka Péter)
- 2020 Honfoglalás és kora Árpád-kori soros temetők és leletek katasztere - Szlovákia. Budapest. (tsz. Prohászka Péter)